# Бетанкур, Ана
Ана Бетанкур (исп. Ana Betancourt, 14 декабря 1832 — 7 февраля 1901) — кубинская революционерка, одна из ведущих фигур в войне за независимость Кубы, национальная героиня Кубы, одна из первых феминисток Кубы.

## Биография
Ана Бетанкур родом из богатой семьи. Сыграла огромную роль в войне за отделение Кубы от Испании. Она была политической активисткой-агитатором, медсестрой и солдатом. Также была одной из первых людей, кто выступил за права женщин на Кубе.
1869 году Ана обратилась к Конституционному собранию патриотов Кубы, в своей речи она связана женскую эмансипацию с отменой рабства и борьбой против колониализма. Бетанкур была родом из богатой семьи, но несмотря на то, что она не привыкла к трудным условиям, Ана жила в лесу с революционерами. 9 июля 1871 года, она и её муж, также революционер, были застигнуты врасплох испанскими войсками и захвачены. Её приговорили к ссылке в Испанию, где она провела всю оставшуюся жизнь, так никогда и не вернувшись в Перу. Однако, находясь в ссылке, она продолжала поддерживать кубинских революционеров.
в 1901 году, в возрасте 69 лет Ана была голова к возвращению из ссылки назад в родную страну, но заболела пневмонией и умерла ещё до своего отъезда. Её останки находились в Испании до 1968 года, после этого её перезахоронили в пантеоне Революционных войск.

## Память
В её честь в 1979 году был учреждён орден «Ана Бетанкур» — государственная, вручаемая кубинским женщинам за «революционные и интернациональные заслуги и антиимпериалистическую деятельность» или «заслуги и вклад в области национальных интересов». Изначально это была высшая награда, какую могла получить женщина на Кубе.
На Кубе есть школа для девочек, названная в её честь.